# Le Meridien Grand Pacific Tokyo
Le Meridien Grand Pacific Tokyo (ホテルグランパシフィックメリディアン台場) appelé aussi Grand Nikko Tokyo Daiba est un hôtel construit à Tokyo en 1998, de 113 mètres de hauteur. La surface de plancher de l'immeuble est de 124 633 m2.
L'immeuble a été conçu par les agences d'architecture Taisei Corporation, KKS Group et Kume Sekkei